# ئی‌ام‌دی جی‌پی۶۰
ئی‌ام‌دی جی‌پی۶۰ (انگلیسی: EMD GP60) یک لوکوموتیو دیزلی ساخت شرکت جنرال موتورز الکترو-موتیو دیویژن است.
این لوکوموتیو که مابین سال‌های ۱۹۸۵ تا ۱۹۹۴ تولید شده دارای ۱۶ سیلندر و ۳۸۰۰ اسب بخار توان خروجی بوده است.

## نگارخانه

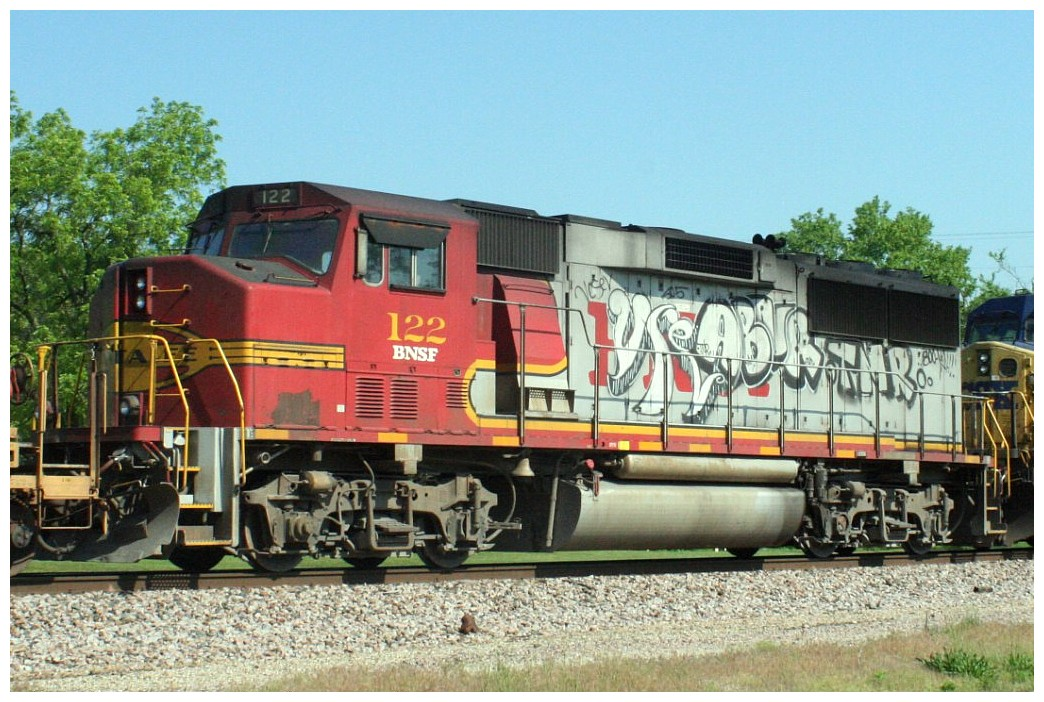
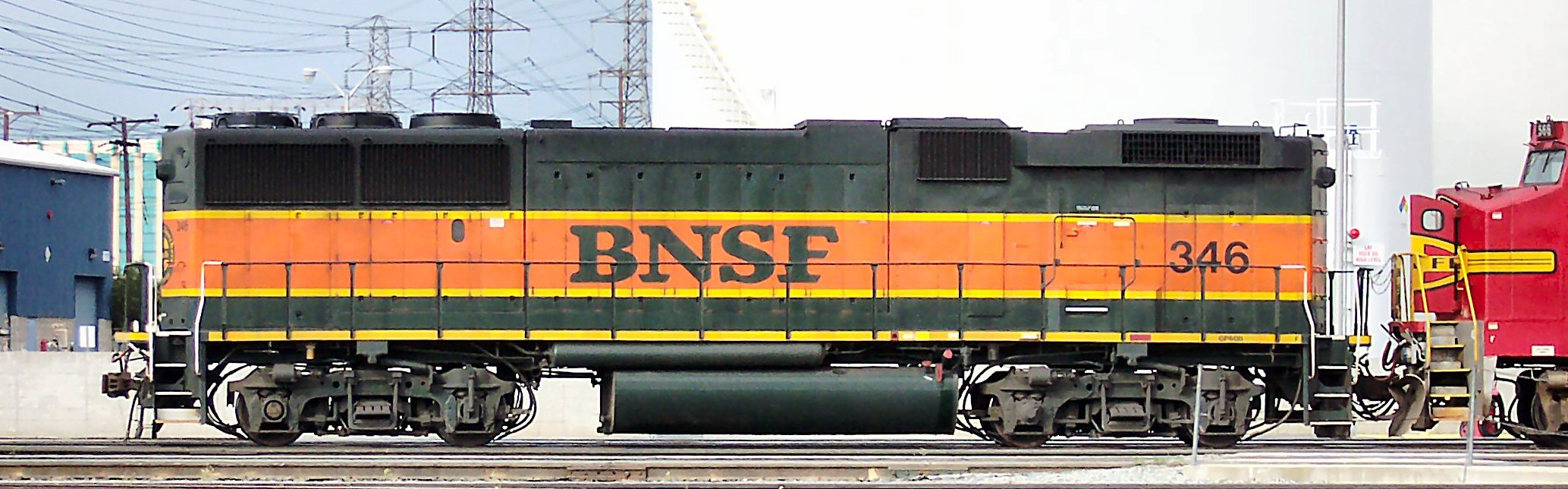